# アムガ川
アムガ川（アムガがわ、Amga、ロシア語: Амга、サハ語: Амма）は、ロシア・シベリア東部のサハ共和国を流れる川である。レナ川水系の一部で、アルダン川の左岸に合流するアルダン川最大の支流である。10月後半から5月にかけては完全に凍結する。
川はアルダン高地の北西に発し、アルダン川の北に並行するように北東へ向けて流れる。ハンドゥイガでアルダン川に合流する。
流域は永久凍土とタイガであり、下流域ではヤクート人がわずかな農耕をおこなっている。